# Dominik Weber (Schauspieler)
Dominik Weber (* 28. August 1984 in Stuttgart) ist ein deutscher Schauspieler.

## Leben
Dominik Weber absolvierte sein Schauspielstudium von 2009 bis 2013 an der Akademie für Darstellende Kunst Baden-Württemberg. Während seines Schauspielstudiums dort gehörten u. a. die Regisseure Luk Perceval und Thomas Schadt sowie der Entertainer Harald Schmidt zu seinen Lehrern.
Mit dem Theaterkollektiv machina eX spielte er 2013 unter anderem am Nationaltheater Mannheim, im „Hebbel am Ufer“ und im Theaterhaus Gessnerallee in Zürich. Zwischen 2013 und 2015 gastierte Dominik Weber regelmäßig am Theater Aalen, wo er unter anderem den Lysander in Ein Sommernachtstraum spielte. In der Spielzeit 2013/14 trat er dort, u. a. mit Bernd Tauber und Marc-Philipp Kochendörfer als Partnern, als Redakteur Billing im Schauspiel Ein Volksfeind von Henrik Ibsen auf. In der Spielzeit 2017/18 übernahm er am Theater Aalen in Charles Dickens’ Eine Weihnachtsgeschichte die Rolle des Frederic, des Neffen des Geldverleihers Ebenezer Scrooge.
In der Spielzeit 2017/18 spielte Dominik Weber am Schauspiel Stuttgart den Captain Beatty in einer Bühnenfassung von Ray Bradburys Roman Fahrenheit 451.
Dominik Weber wirkte neben seiner Theaterarbeit in mehreren Kino- und Fernsehproduktionen mit. Regelmäßig ist er in verschiedenen Serien- und Krimiformaten (Notruf Hafenkante, SOKO Wismar) zu sehen.
In der ARD-Krimireihe Der Zürich-Krimi spielte er den Investigativ-Journalisten Max Friedländer. In der mehrfach ausgezeichneten Filmbiografie Paula – Mein Leben soll ein Fest sein (2016) von Regisseur Christian Schwochow verkörperte er den Bremer Maler Fritz Overbeck. Im 11. Film der ZDF-Krimireihe München Mord mit dem Titel Ausnahmezustand, der im Oktober 2020 erstausgestrahlt wurde, spielte er den Giesinger Metzger Franz-Xaver Gerlinger. In dem ZDF-„Herzkino“-Film Das gestohlene Herz, der im November 2020 im Rahmen der Inga-Lindström-Reihe erstausgestrahlt wurde, spielte Weber in einer der Hauptrollen den untreuen Verlobten der weiblichen Hauptfigur Kristie (Maya Haddad).
Dominik Weber lebt mit der Influencerin Talisa Minoush in Berlin.

## Filmografie (Auswahl)
- 2007: Die Schatzinsel (Fernsehfilm)
- 2015: Rentnercops: Jeder Tag zählt!: Neue Männer braucht das Land (Fernsehserie, eine Folge)
- 2015: Trash Detective (Kinofilm)
- 2016: Offline – Das Leben ist kein Bonuslevel (Kinofilm)
- 2016: Der Zürich-Krimi: Borcherts Fall (Fernsehreihe)
- 2016: Der Zürich-Krimi: Borcherts Abrechnung (Fernsehreihe)
- 2016: Paula – Mein Leben soll ein Fest sein (Kinofilm)
- 2017: Notruf Hafenkante: Du liebst mich (Fernsehserie, eine Folge)
- 2018: SOKO Wismar: Die Yacht-Jäger (Fernsehserie, eine Folge)
- 2019: Der Bulle und das Biest: Tanz mit dem Teufel (Fernsehserie, eine Folge)
- 2019: The Painted Bird (Kinofilm)
- 2020: München Mord: Ausnahmezustand (Fernsehreihe)
- 2020: Inga Lindström: Das gestohlene Herz (Fernsehreihe)
- 2021: Start the fck up (Fernsehserie)
- 2021: In aller Freundschaft – Die jungen Ärzte – Adventskind (Fernsehfilm)
- 2022: Doktor Ballouz: Zweite Chance (Fernsehserie, eine Folge)
- seit 2023: Tierärztin Dr. Mertens (Fernsehserie)
- 2023: Bettys Diagnose: Es geht um die Wurst (Fernsehserie, eine Folge)
- 2024: Bach – Ein Weihnachtswunder (Fernsehfilm)
- 2024: Notruf Hafenkante: Eiskalt (Fernsehserie, eine Folge)
- 2024: SOKO Köln: Tod im Krügchen (Fernsehserie, eine Folge)